# TGR
TGR (Abreviatura de TG Regione, en español Telediario Regional) es el programa informativo de RAI del tercer canal de televisión pública italiano Rai 3, cuya primera emisión se produjo el 15 de diciembre de 1979 de los varios estudios regionales.

## Historia
Los Telediario regionales nacieron el 15 de diciembre de 1979 como una divulgación de información territorial de TG3. Entre 1986 y 1987 se separaron de la Tg3 y se fusionaron en un título autónomo llamado Rai Regione, que en noviembre de 1991 se convirtió en TGR. De marzo de 1999 a junio de 2002, los noticiarios regionales se incorporaron nuevamente a Tg3.
- Datos: Q3979544
- Multimedia: TG Regione / Q3979544